# ヌナタク

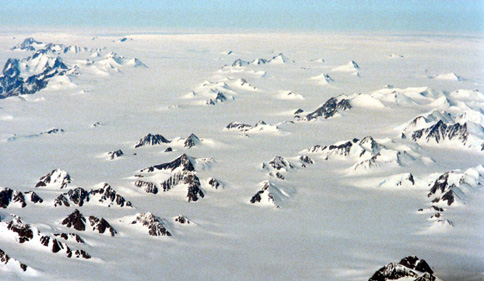
グリーンランド東海岸のヌナタク群

ヌナタクあるいはヌナータク（グリーンランド語: Nunataq、英: Nunatak）は、氷河地域に見られる地形の一種。氷河または氷床から頂部のみが突き出た山や丘のこと。岩石で構成された峰であり、氷下の岩石は氷食作用を受けるのに対し、ヌナタクにおいては凍結破砕作用が主になるなどの違いが見られる。
ヌナタクという言葉はグリーンランド語起源で、1870年代ごろから西洋で使われ始めた。